# Rđavica
Rđavica (cyr. Рђавица) – wieś w Serbii, w okręgu pczyńskim, w gminie Surdulica. W 2011 roku liczyła 20 mieszkańców.